# Розовая вода
Розовая вода (гуляфная вода, вторичный дистиллят, гидролат розы) — водный раствор компонентов эфирного масла розы; косметическо-ароматическое средство с выраженным запахом цветков розы. Розовая вода получается путём паровой дистилляции из эфиромасличных гибридных сортов роз (розы дамасской, шиповника галльского и других) и является вторичным продуктом при производстве розового эфирного масла.

## История
В древней медицине розу называли царицей цветов, символом классической красоты. Целебные свойства розы описывали Авиценна и Гиппократ. Розовая вода, приготовленная из лепестков роз, сохраняет свойства розы и получила широкое применение.
Розовая вода применялась как освежающее и охлаждающее кожу средство ещё со времён древних римлян и Древней Персии.
В странах Азии и Ближнего Востока розовая вода издревле применяется в кулинарии.
Первое письменное упоминание об использовании розы для получения розовой воды и эфирного масла было зафиксировано арабским философом Ибн Хальдуном («Хроники», Кордова, 916 г.).
Он писал, что в VIII и IX веках розовая вода, полученная посредством дистилляции, была важным торговым товаром на пространстве между Китаем и Византией. Наибольшее количество розовой воды в то время производила Персия. Халиф Аль-Мамун, правнук основателя Багдада, получал ежегодно от персидской провинции Фарзистан по 30 000 сосудов розовой воды, поэтому долина в окрестностях города Шираз называлась Гюлистан (Розовая долина).
До XVII века господствовало индийское розовое масло, а начиная с начала XVIII в. — персидское, египетское, тунисское и болгарское. Производство розового масла в Советском Союзе впервые было организовано в Крыму. В настоящее время Крым является основным производителем розового эфирного масла для России. В значительных количествах его получали также в Краснодарском крае и в Молдавии.

## Состав
Розовое эфирное масло (содержание 0,025-0,1 %) и дистиллированная вода.

## Производство
Розовая вода является вторичным промежуточным продуктом при производстве эфирного розового масла. Цветки эфиромасличной розы собираются в фазе цветения, в утреннее время, вручную, и сразу же отправляются на завод, где помещаются в подготовительные емкости с мешалками и заливаются холодной водой в соотношении 1:2,5 при перемешивании и рециркуляции специальными насосами до получения однородной массы, которая затем перекачивается в перегонные аппараты. В перегонном аппарате, представляющем ёмкость с греющей рубашкой, барботером подачи пара, и мешалкой, цветочная масса подогревается глухим паром до температуры кипения, затем в барботер, расположенный на дне аппарата, подаётся острый пар и (при постоянном перемешивании) производится паровая дистилляция цветочной массы. Водяной пар, насыщенный розовым маслом, поступает в теплообменник-конденсатор, где охлаждается до температуры 40-45 °С, образуя первичный дистиллят, который стекает в декантатор (флорентийский сосуд). В декантаторе происходит декантация (то есть разделение) первичного дистиллята на первичное розовое масло и вторичный дистиллят. Первичное розовое масло состоит из нерастворимых в воде компонентов (стеароптены), представляющих полутвёрдую воскообразную массу с сильным цветочным запахом, а вторичный дистиллят, состоящий из водорастворимых компонентов розового масла, представленных в основном терпеновым и фенилэтиловым спиртом, является по своей сути и определению гидролатом розы. Для получения полноценной розовой воды в полученный гидролат розы добавляют некоторую часть первичного розового масла и стабилизируют полученную смесь путём добавления этилового спирта (до 5 %), многократного перемешивания, и настаивания в течение 15 дней для созревания розовой воды.

## Применение

### Применение как косметическое средство
Розовая вода — это традиционное косметическое средство. Она широко используется для очищения лица и придаёт коже упругость, свежесть и эластичность, устраняет сухость, шелушение, ощущение стянутости кожи, раздражения, воспаления. Розовая вода — это натуральный, ароматный антисептик, регулярное применение которого поможет сохранить кожу молодой и красивой на долгие годы. Компрессы из розовой воды способствуют рассасыванию «мешков» под глазами, устранению тёмных кругов и снимают напряжение уставших глаз.
Способ применения: на очищенную кожу лица и тела наносить розовую воду, смоченным ватным тампоном, утром и вечером перед сном.

### Применение в кулинарных целях
Розовая вода применяется в виде небольших добавок к пряникам, в настойки и иногда при варке варенья. Также она используется для приготовления фалуде — иранской сладости.
Розовая вода часто используется в индийской кухне для приготовления традиционных индийских сладостей. Например, гулабджамуны пропитываются сиропом с добавлением розовой воды.

### Применение в парикмахерском искусстве
Розовая вода тонизирует кожу головы, снимает воспалительные процессы, усиливает кровообращение в коже головы и способствует росту волос. Розовая вода входит в состав многих масок для волос и средств по уходу за волосами.

### Применение в лечебных целях
Специалисты рекомендуют использовать розовую воду для промывания глаз при конъюнктивитах, воспалении и аллергии; для полоскания горла и полости рта при ангинах, диатезах, воспалении дёсен.
Компрессы из розовой воды очень хорошо сбивают температуру, являясь альтернативой уксусу и спирту.